# King (Carolina del Norte)
King es una ciudad ubicada en el condado de Stokes en el estado estadounidense de Carolina del Norte. Algunas partes de la ciudad también se encuentran en condado de Forsyth. La localidad en el año 2000, tenía una población de 108 habitantes en una superficie de 13,5 km², con una densidad poblacional de 440,8 personas por km². 

## Geografía
King se encuentra ubicada en las coordenadas 36°16′25″N 80°21′12″O / 36.27361, -80.35333. Según la Oficina del Censo, la localidad tiene un área total de 13,5 km² (5,2 mi²), de la cual 13,5 km² (5,2 mi²) es tierra y 0 km² (0 mi²) (0.0%) es agua.

### Localidades adyacentes
El siguiente diagrama muestra a las localidades en un radio de 16 kilómetros (9,9 mi) de King.